# Erwin Guido Kolbenheyer
Erwin Guido Kolbenheyer (ur. 30 grudnia 1878 w Budapeszcie, zm. 12 kwietnia 1962 w Monachium) – austriacki pisarz, poeta i dramaturg, związany z III Rzeszą.

## Wczesne lata
Urodzony na terenie Austro-Węgier, uczęszczał do szkoły w Budapeszcie, a następnie kontynuował edukację w Karlovych Varach i Wiedniu. Po zakończeniu nauki został pisarzem, tworząc głównie powieści historyczne. W latach 1917–1925 opublikował jedno ze swoich najsłynniejszych dzieł, trylogię „Paracelsus” poświęconą postaci ojca nowożytnej medycyny. W „Paralcelsusie” Kolbenheyer przedstawił założenia Volkizmu, zaś tytułowego bohatera jako przedstawiciela rasy nordyckiej, walczącego z degeneracją rasową oraz próbującego odkryć źródło nieśmiertelności. Związany z ruchem Niemców sudeckich i popularny wśród środowisk nacjonalistycznych, Kolbenheyer w 1925 opublikował książkę „Die Bauhütte”, w której zawarł twierdzenia bliskie nazizmowi, krytykując m.in. chrześcijaństwo i w jego odrzuceniu widząc szansę na zbawienie Niemiec. Książka ta była jedną z głównych inspiracji dla Alfreda Rosenberga podczas pisania przez niego jednej z najważniejszych książek okresu III Rzeszy – Mit dwudziestego wieku.

## Związki z nazizmem
W swoich pracach i artykułach z lat 20 i 30 często wychwalał system wprowadzany w III Rzeszy przez Adolfa Hitlera, biorąc go w obronę, gdy po akcji palenia książek wiele środowisk twórczych krytykowało tę działalność. W swoich powieściach historycznych, takich jak „Karlsbader Novellen 1786” z 1935 czy „Das Gottgelobte Herz” z 1938 wielokrotnie umieszczał czytelne odniesienia historyczne do współczesnych mu czasów. W 1934 w sztuce „Georg und Heinrich” sportretował cesarza Henryka IV jako jednego z duchowych poprzedników Hitlera.
Działalność Kolbenheyer spotkała się z przychylną oceną władz III Rzeszy. W 1933 został członkiem Pruskiej Akademii Sztuk, w 1937 otrzymał nagrodę Goethego. Jego nazwisko figurowało na Gottbegnadeten-Liste (Lista obdarzonych łaską Bożą w III Rzeszy) wśród Niezastąpionych, znalazł się tam jako jeden z największych niemieckich pisarzy zasłużonych dla nazizmu.

## Po wojnie
Związki z nazizmem nie zaszkodziły Kolbenheyerowi tak bardzo, jak innym niemieckim poetom związanym z władzami III Rzeszy. Zamieszkał w Niemczech Zachodnich i szybko wrócił do pisania, zyskując ponownie popularność jako autor powieści historycznych. Nie zmienił poglądów i związał się z prawicowym, paneuropejskim magazynem Nation Europa. Zmarł w 1962.

## Twórczość
- Giordano Bruno, dramat, 1903
- Amor Dei, powieść, 1908
- Meister Joachim Pausewang, powieść, 1910
- Montsalvasch, powieść, 1912
- Ahalibama, opowiadania, 1913
- Der Dornbusch brennt, wiersze, 1922
- Paracelsus: Die Kindheit des Paracelsus, powieść, 1917
- Paracelsus: Das Gestirn des Paracelsus, powieść, 1922
- Paracelsus: Das dritte Reich des Paracelsus, powieść, 1926
- Drei Legenden, powieść, 1923
- Die Bauhütte, esej, 1926
- Das Lächeln der Penaten, powieść, 1927
- Die Brücke, Schauspiel, opowiadania, 1929
- Karlsbader Novelle, opowiadanie, 1929
- Jagt ihn – ein Mensch!, przedstawienie, 1931
- Das Gesetz in dir, przedstawienie, 1931
- Reps, die Persönlichkeit, powieść, 1932
- Die Begegnung auf dem Riesengebirge, opowiadanie, 1932
- Georg und Heinrich, przedstawienie, 1934
- Karlsbader Novellen 1786, powieść, 1935
- Klaas Y, der große Neutrale, opowiadania, 1936
- Das gottgelobte Herz, powieść, 1938
- Widmungen, wiersze, 1938
- Vox humana, wiersze, 1940
- Zwei Reden: Das Geistesleben in seiner volksbiologischen Bedeutung. Jugend und Dichtung, esej, 1942
- Menschen und Götter, dramat, 1944
- Sebastian Karst über sein Leben und seine Zeit, powieść, 1957
- Mensch auf der Schwelle, powieść, 1956